# Драфт НХЛ

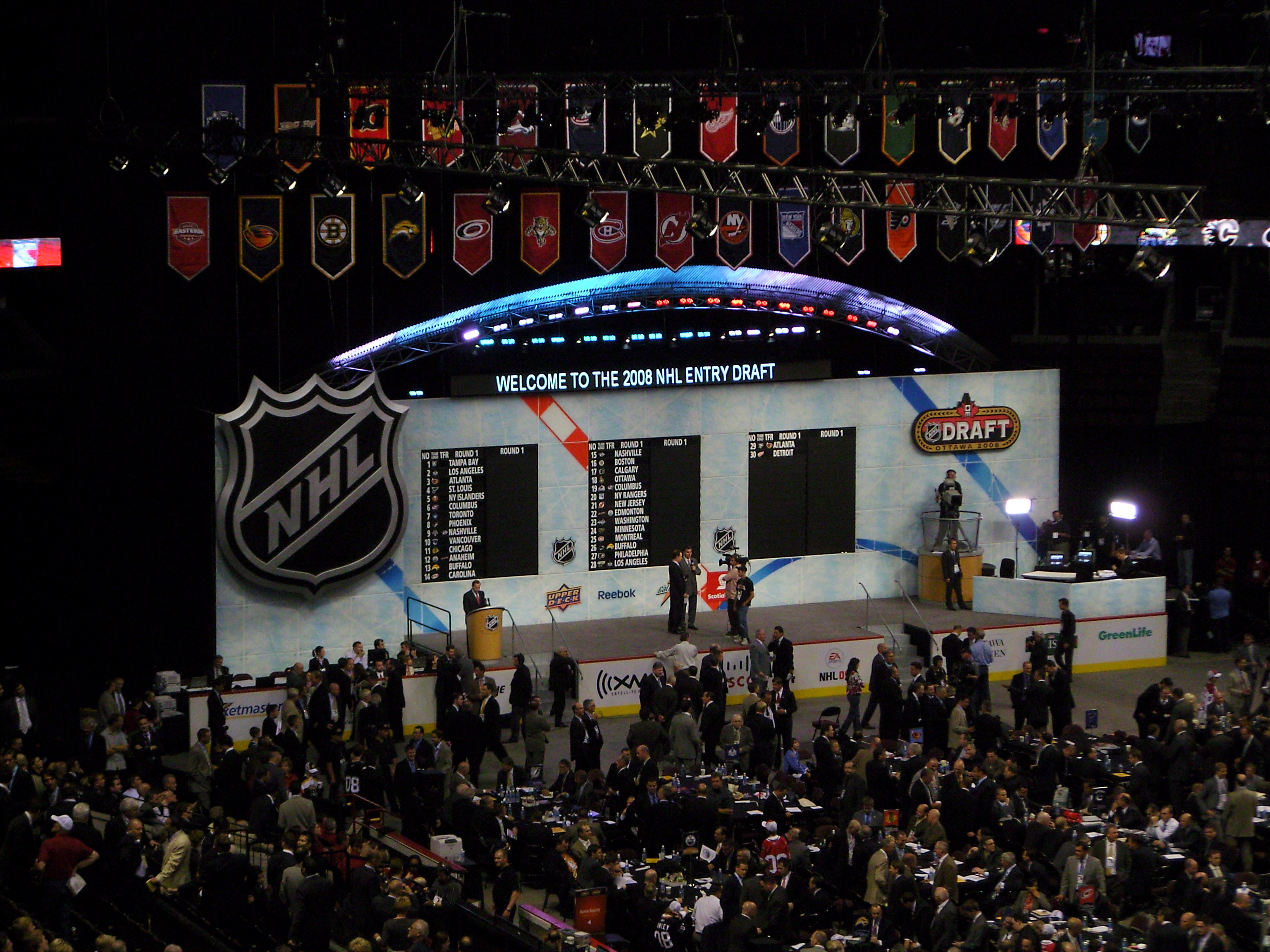
Сцена на Драфті НХЛ 2008

Драфт НХЛ (англ. NHL Entry Draft) — щорічна процедура закріплення клубами Національної хокейної ліги (НХЛ) прав на спортивну діяльність найкращих молодих хокеїстів світу.

## Історія
Уперше любительський драфт було проведено 1963 року, і на ньому можна було закріплювати права на гравців не молодших 17 років. У сезоні 1968/1969 років було дозволено обирати хокеїстів зі всього світу. Через 11 років мінімальний вік гравців, яких можна обрати на драфті, збільшено до 18 років.
Нині можна обрати гравця, якому виповнюється 18 років до 15 вересня включно в рік проведення драфту. Верхня межа така: гравці, яким у рік драфту виповнюється 20 років для північноамериканців та 21 рік — для представників інших континентів.

## Драфт-лотерея
Право обирати першим має найслабша команда НХЛ за результатами останнього регулярного сезону. Далі обирає передостання команда, надалі так само від нижчого місця до вищого. Після того як всі клуби оберуть по одному гравцеві, у тій же послідовності починається 2-й раунд, потім 3-й та подальші раунди.
Задля того, щоб команди, які наприкінці регулярної першості НХЛ втрачають фактичні шанси на потрапляння до розіграшу кубка Стенлі, не намагалися навмисно посісти останню сходинку в турнірній таблиці і таким чином гарантовано отримати право першого вибору на драфті, у 1995 році було введено драфт-лотерею.
З 1995 по 2012 рік правила лотереї були незмінними: клуби, що не потрапили в плей-оф, брали участь у лотереї. Однак найбільше шансів на перемогу в ній все одно мала найгірша команда «регулярки». Водночас команди, що посіли в чемпіонаті вищі місця, навіть за умови виграшу в лотереї, не могли піднятися більш ніж на чотири позиції. Так, у 1995 році перемогу в лотереї здобув «Лос-Анджелес Кінгс», який був 7-м з кінця за підсумками «регулярки», однак першою все одно обирала найгірша команда сезону «Оттава», а «Кінгс» вдовольнилися третім вибором на драфті 1995.
Отже, лише п'ять найгірших клубів могли обирати першими. У сезоні 2012/2013 це правило було змінено, і всі 14 клубів, які не потрапили в плей-оф, отримали шанс здобути перший загальний номер на драфті.
У серпні 2014 року процедура лотереї зазнала чергових змін. По-перше, були змінені шанси на перемогу в лотереї команд: найгіршим 4-м клубам їх зменшили, а решті команд з-поміж тих, хто не потрапив до плей-оф — навпаки збільшили. Порівняльна таблиця:
| Період       | 1    | 2      | 3      | 4      | 5     | 6     | 7     | 8     | 9     | 10    | 11    | 12    | 13    | 14    |
| ------------ | ---- | ------ | ------ | ------ | ----- | ----- | ----- | ----- | ----- | ----- | ----- | ----- | ----- | ----- |
| До 2014 року | 25 % | 18,8 % | 14,2 % | 10,7 % | 8,1 % | 6,2 % | 4,7 % | 3,6 % | 2,7 % | 2,1 % | 1,5 % | 1,1 % | 0,8 % | 0,5 % |
| З 2015 року  | 20 % | 13,5 % | 11,5 % | 9,5 %  | 8,5 % | 7,5 % | 6,5 % | 6,0 % | 5,0 % | 3,5 % | 3,0 % | 2,5 % | 2,0 % | 1,0 % |

По-друге, починаючи з 2016 року драфт-лотерея визначатиме першу трійку команд, а не лише переможця, як є зараз. Тож клуб, котрий посяде останню сходинку турнірної таблиці, за найнесприятливіших обставин може обирати на драфті аж 4-м (тоді як зараз такий клуб можна посунути максимум на 2-гу позицію).